# Курико
Курико (исп. Curicó) — город в Чили. Административный центр одноимённой коммуны и провинции Курико. Население — 149 136 человек (2017). Город и коммуна входит в состав провинции Курико  и области Мауле.
Территория — 1 328 км². Численность населения — 149 136 жителя (2017). Плотность населения — 112,3 чел./км².

## Расположение
Город расположен в 63 км на северо-восток от административного центра области города Талька.
Коммуна граничит:
- на севере — c коммуной  Тено
- на северо-востоке — c коммуной Ромераль
- на востоке — с провинцией Мендоса  (Аргентина)
- на юго-западе — c коммунами  Молина,  Саграда-Фамилиа
- на северо-западе — c коммуной Рауко

## Демография
Согласно сведениям, собранным в ходе переписи 2017 г  Национальным институтом статистики (INE),  население коммуны составляет:
| Полное население                          | Полное население                          | Полное население                          | Полное население                          | Полное население                          | 149 136 |
| ----------------------------------------- | ----------------------------------------- | ----------------------------------------- | ----------------------------------------- | ----------------------------------------- | ------- |
| в том числе:                              | Городское население                       | 132 569                                   | Процент городского населения, %           | 88,89                                     |         |
|                                           | Сельское население                        | 16 567                                    | Процент сельского населения, %            | 11,11                                     |         |
|                                           | Мужское население                         | 72 511                                    | Процент мужского населения, %             | 48,62                                     |         |
|                                           | Женское население                         | 76 625                                    | Процент женского населения, %             | 51,38                                     |         |
| Плотность населения, чел/км²              | Плотность населения, чел/км²              | Плотность населения, чел/км²              | Плотность населения, чел/км²              | Плотность населения, чел/км²              | 112,3   |
| Население коммуны в % к населению области | Население коммуны в % к населению области | Население коммуны в % к населению области | Население коммуны в % к населению области | Население коммуны в % к населению области | 14,27   |

### Важнейшие населённые пункты коммуны
- Курико (город) — 93447 жителей
- Сармьенто (поселок) — 3888 жителей
- Вилья-Лос-Ничес  (поселок) — 2006 жителей
- Сан-Альберто (поселок) — 1165 жителей
- Санта-Элена  (поселок) — 1097 жителей